# Wiktor Michalewski
Wiktor Michalewski, ros. Виктор Михалевский (ur. 8 lipca 1972 w Homlu) – izraelski szachista pochodzenia białoruskiego, arcymistrz od 1996 roku.

## Kariera szachowa
W roku 1990 wystąpił w finale mistrzostw Związku Radzieckiego juniorów do lat 20, natomiast w 1991 roku (już w barwach Izraela) podzielił XI miejsce (wspólnie z m.in. Wiktorem Bołoganem, Hannesem Stefanssonem i Dominikiem Pędzichem) w mistrzostwach świata juniorów do lat 20 w Mamai oraz zdobył tytuł mistrza tego kraju w tej samej kategorii wiekowej (sukces ten powtórzył rok później). W następnych latach wielokrotnie zwyciężał bądź dzielił I miejsca w turniejach międzynarodowych, m.in. w Tel Awiwie (w latach 1992, 1994, 1995, 1998), Budapeszcie (1993, turniej First Saturday FS12 GM), Natanji (1993), Paryżu (1995), Riszon Le Syjon (w latach 1997 i 2000), Dieren (1997, wspólnie z Aleksandrem Finklem i Ye Rongguangiem), Vlissingen (1998, wspólnie z Michaiłem Gurewiczem i Szuchratem Safinem), Hoogeveen (1998, wspólnie z Dimitri Reindermanem, Karelem van der Weide i Einarem Gauselem), Andorze (2001, wspólnie z m.in. Borysem Awruchem i Danielem Camporą), São Paulo (2002, wspólnie z Olegiem Korniejewem i Luísem Galego), San Salvador (2002, wspólnie z m.in. Witalijem Gołodem), San Salvador (2003, wspólnie z Sergio Minero), Aszdodzie (2003, otwarte mistrzostwa Izraela, wspólnie z Wadimem Miłowem, Siergiejem Zagrebelnym i Ołeksandrem Chuzmanem), Drammen (2004/05, wspólnie z Mateuszem Bartlem), Lake George (2005), Montrealu (2005), Schaumburgu (2006), Aszdodzie (2006, wspólnie z Emilem Sutowskim, Arturem Koganem i Ilją Smirinem), Coamo (2006, wspólnie z Jaanem Ehlvestem), King of Prussia (2007, wspólnie z m.in. Aleksandrem Szabałowem i Jewgienijem Najerem), Calvii (2007), Curaçao (2007) oraz w Montrealu (2008, turniej Canadian Open, wspólnie z Ołeksandrem Moisejenką, Eduardasem Rozentalisem i Matthieu Cornettem). W 2014 r. zwyciężył w turnieju Unive Hoogeveen Chess Festival w Hoogeveen.
Uwaga: Lista sukcesów niekompletna (do uzupełnienia w latach 2009–2014).
W 1996 r. podzielił I-III miejsce (wspólnie z Leonidem Judasinem i Lwem Psachisem) w mistrzostwach Izraela rozegranych w Jerozolimie, natomiast w 1998 r. zdobył w Ramat Awiw tytuł wicemistrza kraju, przegrywając w finale pucharowego turnieju z Eranem Lissem. W 2014 r. zdobył w Beer Szewie złoty medal indywidualnych mistrzostw Izraela.
Wielokrotnie reprezentował Izrael w turniejach drużynowych, m.in.:
- dwukrotnie na olimpiadach szachowych (w latach 2006, 2010); medalista: wspólnie z drużyną – brązowy (2010)[4],
- na drużynowych mistrzostwach Europy (w roku 2009)[5].

Najwyższy ranking w dotychczasowej karierze osiągnął 1 stycznia 2008 r., z wynikiem 2632 punktów zajmował wówczas 92. miejsce na światowej liście FIDE.